# 綱場町
綱場町（つなばまち）は、福岡県福岡市博多区の町名。現行の行政地名は、綱場町。面積は5.80ヘクタール。2023年1月末現在の人口は447人。郵便番号は812-0024。

## 地理
福岡市の都心部とされる中央区天神等の東方、博多区の北部に位置する。北西で奈良屋町（）、北東で中呉服町（）、南東で店屋町（）、南西で下川端町（）と隣接する。町域内は主にオフィスビル用地として土地利用がなされている。一部小規模な店舗も建ち並び、商店街（「綱場町本通り会」）を構成している。

### 都市計画
都市計画に関しては、「福岡市都市計画マスタープラン」において、都市機能を支援する業務施設・商業施設が共存する「複合市街地ゾーン」として位置づけられている。用途地域は、全域が商業地域に指定されている。

## 語源
地名の「綱場」については、菅原道真が袖湊（そでのみなと）から上陸する際に、敷物がなかったので漁人等が綱を輪にして差し上げた場所であることにちなむという。また、異説では、語源は繋ぐ（つなぐ）・端（は）。原義は息の浜（おきのはま）と博多浜の両陸地を繋ぐ辺りを呼称するという。

## 歴史

### 江戸時代
江戸期は博多の1町。博多祇園山笠や博多松囃子（博多どんたく）の運営における構成単位である流の一つである「石堂流」（現在の恵比須流）の一部。箱崎と福岡部を結ぶ六町筋の一つで、中間町と掛町の間に立地。近世以来の博多商人の町であった。

### 町域の変遷

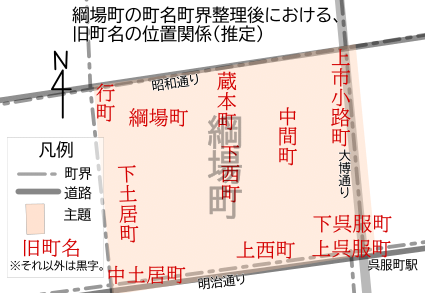
下川端町の町名町界整理後における、旧町名の位置関係（推定）。（SVG形式のファイルへのリンク）

現在の地名は、1966年（昭和41年）における住居表示の実施に伴う地名変更によって定められたものであり、その実施前後の地名は次表のとおりである。
| 住居表示実施後 | 実施年月日         | 住居表示実施前 |
| -------------- | ------------------ | --- |
| 綱場町         | 1966年（昭和41年） | 綱場町、下西町及び中間町の全部、並びに上西町、上呉服町、下呉服町、中土居町、下土居町、行町、蔵本町及び上市小路の各一部 |

## 人口
綱場町の人口の推移を福岡市の住民基本台帳（公称町別）に基づき示す（単位：人）。集計時点は各年9月末現在である。
- 2001年（平成13年）：213
- 2002年（平成14年）：211
- 2003年（平成15年）：208
- 2004年（平成16年）：207
- 2005年（平成17年）：286
- 2006年（平成18年）：313
- 2007年（平成19年）：333
- 2008年（平成20年）：338
- 2009年（平成21年）：377
- 2010年（平成22年）：418
- 2011年（平成23年）：425
- 2012年（平成24年）：468
- 2013年（平成25年）：461
- 2014年（平成26年）：447
- 2015年（平成27年）：444
- 2016年（平成28年）：422
- 2017年（平成29年）：432
- 2018年（平成30年）：446
- 2019年（令和元年）：450
- 2020年（令和2年）：451
- 2021年（令和3年）：461
- 2022年（令和4年）：455

## 交通

### 鉄道
鉄道については、福岡市交通局が運営する地下鉄が地区の南東側に通っており、呉服町、店屋町及び綱場町にまたがる位置に次の駅がある。
- 福岡市地下鉄箱崎線：呉服町駅

### バス
バスについては、西日本鉄道株式会社が運営するバスが運行しており、次の停留所がある。
- 土井町
- 蔵本

また、隣接町内になるが、大博通沿いの次の停留所も近い。
- 呉服町（呉服町）

### 道路
主な幹線道路は次の通り。
- 福岡県道44号博多港線（大博通り）
- 福岡市道千代今宿線（明治通り）
- 福岡市道博多姪浜線（昭和通り）
- 土居通り

市道の写真
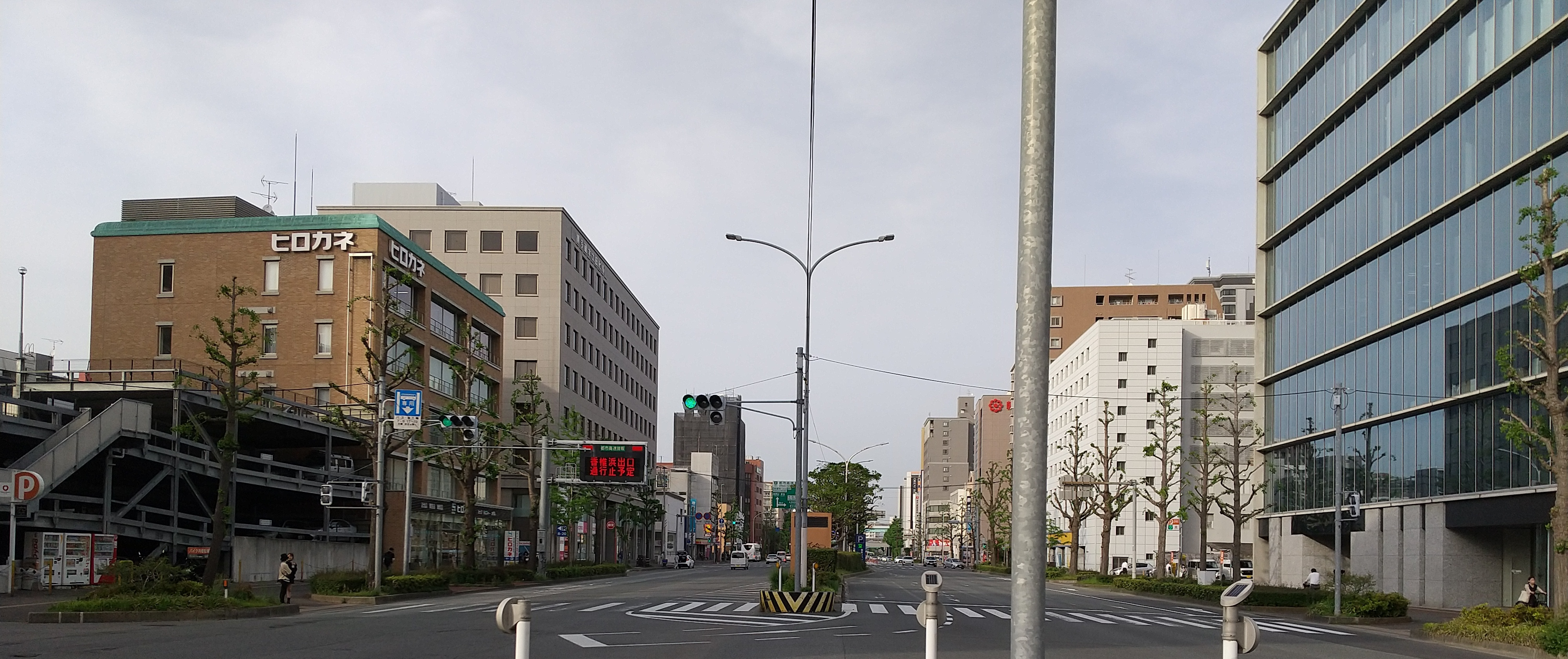
昭和通り、土居通りとの交差点より北東の眺望、左：奈良屋町、右：綱場町

## 施設

### 学校
町内に学校は存在しないが、校区については、小学校区、中学校区についてそれぞれ次の学校の校区に属する。
- 小学校：博多小学校（奈良屋町1番38号）
- 中学校：博多中学校（対馬小路13番40号）

## 名所・旧跡

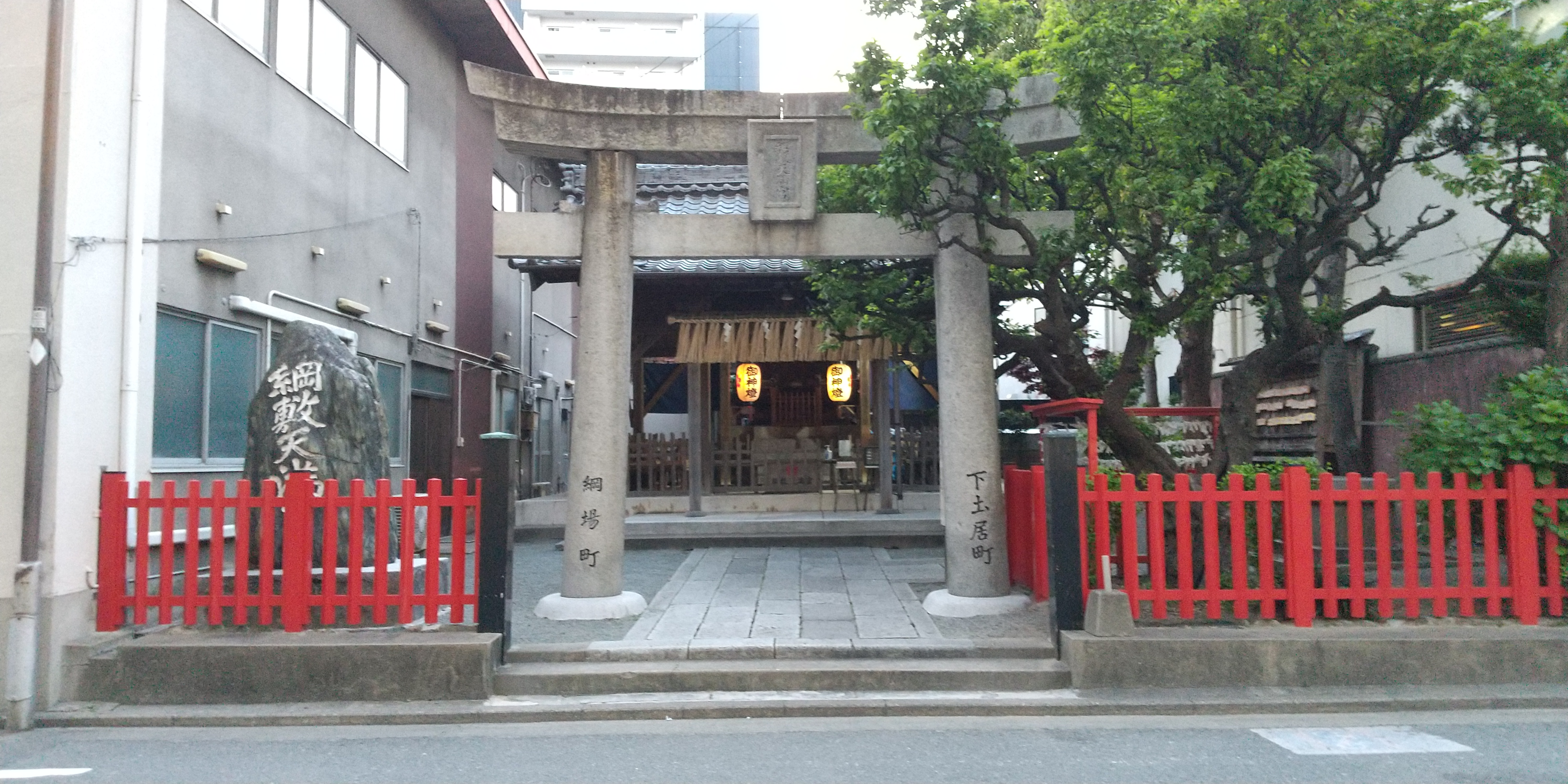
綱敷天満宮

- 綱敷天満宮[注釈 1]